# Scribbly
Scribbly is een Nederlandse stripreeks van Jean-Paul Arends met het gelijknamige personage in de hoofdrol.

## Inhoud
Het verhaal speelt zich af in een fictieve, psychiatrische inrichting genaamd 'Inrichting voor Aparte Gestoorden'. Er wordt regelmatig gebruik gemaakt van de  psychische stoornissen van de hoofdpersonages. Het blijft vaak onduidelijk of een gebeurtenis in het verhaal werkelijk plaatsvindt of slechts een psychotische fantasie is. De figuren beseffen ook dat hun strip in de krant staat en bemoeien zich regelmatig met de inhoud van het verhaal. Ook cynisme, zelfspot en seks zijn veel gebruikte thema's. Daarnaast wordt er af en toe verwezen naar andere stripreeksen zoals Star Wars, Suske en Wiske en De Smurfen.

## Personages
- Scribbly - de hoofdfiguur. Hij is een aan Schizofrenie lijdende patiënt van de Inrichting voor Aparte Gestoorden. Hij ziet eruit als een geel mannetje met een bol hoofd met daarop 1 spriet haar. Hij heeft een superheld-alter ego genaamd Psychotron.
- Quibus - pratend velletje papier. Hij houdt van schrijven.
- Zark - buitenaards wezen (ruimteaugurk) van de planeet Zortian 2. Hij is een groen, humanoïde wezen met een antenne op zijn hoofd. Hij tekent graag strips, en dan met name over Giovanni Garnaal.
- Doe-ran - De geest van een Afrikaanse tovenaar, die nu huist in een rood zwevend masker. Zijn magie komt de andere karakters geregeld van pas.
- Dokter Psylocibide - psychiater en hoofd van de inrichting. Hij laat de patiënten doorgaans hun gang gaan.
- Draakje - vuurspuwende draak en huisdier van de inrichting. Hij gedraagt zich als een hond.
- V-252 - huisrobot.
- Zen - een zelfdenkende computer, ontworpen door V-252.
- Zuster Mildred - verpleegkundige in de inrichting.
- Eddy - een uitermate brutaal kuiken.
- Olav - een rustig maar dik geschapen medewerker van de afdeling die altijd alles in korte woorden schreeuwt.
- Lord Zirtox - de vader van Zark. Hij is een kwaadaardige krijgsheer die regelmatig de aarde probeert te veroveren of vernietigen.
- Kraz - de broer van Zark. Hij heeft de superheld-alter ego Waverider van Zark overgenomen.
- Kirzo - buitenaards wezen van de planeet Zortian 2, hulpje van Lord Zirtox.
- Zven - buitenaards wezen van de planeet Zortian 2, hulpje van Lord Zirtox.

## Publicatiegeschiedenis
Scribbly wordt geschreven en getekend door Jean-Paul Arends. In 1994 tekende hij Scribbly voor het eerst. In 1996 begon hij met het dagelijks publiceren van een strook.
Van 1999 tot en met 2010 stond de strip in de Nederlandse krant Metro. Ook verschijnen de strips ondertussen in albumvorm. De recentere strips waren ook op het internet te lezen. Op 26 februari 2010 wordt deze strip stopgezet.

## Albums
De strips worden ook gebundeld in albumvorm uitgegeven door Silvester.

### Hoofdreeks
Tot nu toe verschenen de volgende albums:
1. Ik hoop dat die ene goeie erin staat (2001)
2. Ik snap ze nooit (2002)
3. Doe maar iets creatiefs (2002)
4. Dáár moet je een stripje over maken (2004)
5. De verzonken stad van Zahn-Luac (2005)
6. Een opsteker van jewelste (2006)
7. Meer wafels, minder misdaad (2007)
8. Het is maar een droom, jongen (2008)
9. Absurdor (2009)
10. Wie niet weg is... (2010)
11. Jammer (2010)

### Buiten de reeks
Een compilatie van klassiekers verscheen in pocket vorm:
- Scribbly voor beginners (2007)